# Parthenicus rufusculus
Parthenicus rufusculus är en insektsart som beskrevs av Knight 1925. Parthenicus rufusculus ingår i släktet Parthenicus och familjen ängsskinnbaggar. Inga underarter finns listade i Catalogue of Life.